# Ammophilomima nubilipennis
Ammophilomima nubilipennis là một loài ruồi trong họ Asilidae. Ammophilomima nubilipennis được Frey miêu tả năm 1937. Loài này phân bố ở miền Ấn Độ - Mã Lai.